# Do Joachima Lelewela

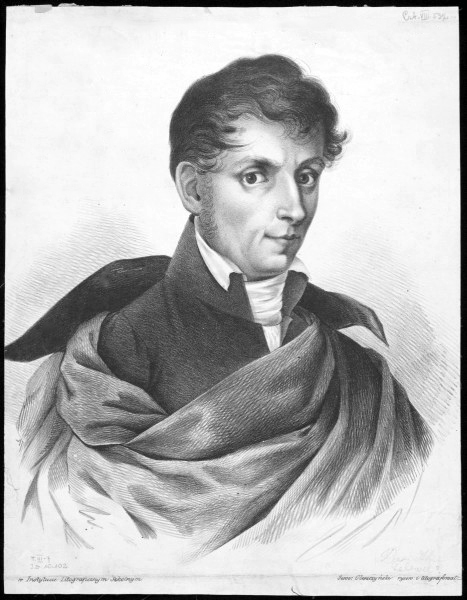
Joachim Lelewel, portret z 1825 roku

Do Joachima Lelewela – okolicznościowy wiersz Adama Mickiewicza o charakterze listu poetyckiego lub też wierszowanej mowy, napisany przez poetę w 1822 roku.

## Geneza i pierwsze wydania
Wiersz powstał na początku 1822 roku z okazji powrotu Lelewela po kilkuletniej nieobecności na Uniwersytet Wileński. Lelewel, pełniąc w latach 1815–1818 funkcję zastępcy profesora historii, dawał wykłady, na które z zainteresowaniem uczęszczał młody Adam Mickiewicz. Gdy ponownie powołano Lelewela już jako profesora zwyczajnego, filomaci postanowili odpowiednio uczcić ten fakt. Inauguracja wykładów miała odbyć się w sobotę 7 stycznia 1822 roku, jednak z powodu zbyt dużej liczby chętnych słuchaczy została przeniesiona na poniedziałek 9 stycznia. Początkowo badacze uważali, że wiersz Mickiewicza został wygłoszony podczas tej uroczystości, jednak zachowane z niej relacje nie potwierdzają tego przekonania. Pierwsza wzmianka o wierszu pojawia się dopiero w marcowej korespondencji filomatów (list Czeczota do Pietraszkiewicza z dnia 12/24 marca 1822 roku). Podziękowanie Lelewela za dedykowany mu utwór można odnaleźć już po jego publikacji drukiem, w kwietniu tegoż roku. 
Pierwodruk wileński zawierał zmiany, wprowadzone przez poetę ze względu na ingerencje carskiej cenzury, które jednak nie zubożały sensów wiersza, osłabiały jedynie stanowczość myśli pierwotnej wersji. Koszt wydania pokryto ze zbiórki wśród wileńskiej młodzieży. Tekst krążył zarówno w odpisach, jak i kopiach drukowanych, na których odręcznie dokonywano poprawek, przywracając mu oryginalne brzmienie. 
Pod zmienionym tytułem Zalety i korzyści historii wiersz ukazał się jeszcze w 1822 roku w warszawskim czasopiśmie kobiecym „Wanda” (II nr 26).
Wiersz docenili obrońcy klasycyzmu i w 1828 roku, przedrukowując go w „Rozmaitościach Warszawskich”, przeciwstawiali go późniejszym sonetom poety i „dla pełności i siły wiersza, wzniosłych filozoficznych myśli, zwięzłości myśli” określili mianem „jednego z celujących tworów literatury naszej”. W wydaniu książkowym Do Joachima Lelewela ukazał się w 1829 roku w petersburskiej edycji Poezyj Adama Mickiewicza.

## Forma
Wiersz jest trzynastozgłoskowcem z rymami parzystymi. Rozbudowana, pełna apostrof, peryfraz i inwersji, bogata składnia świadczy o wykorzystaniu sztuki retorycznej wzorowanej na sztuce poetyckiej Stanisława Trembeckiego. 

## Treść
Utwór rozpoczyna motto z pieśni Horacego. Poeta w imieniu wileńskiej społeczności studenckiej oddaje cześć powracającemu nauczycielowi, wychwala jego wiedzę i umiejętności, dając mu przewodnie miejsce „w polskim dziejopisów kole”. Wspomina o popularności, jaką cieszyły się niegdyś wykłady uczonego i oczekuje ich kontynuacji. Nauka historii w wykonaniu Lelewela to nie tylko sucha wiedza, to sztuka, która potrafi „naprawiać serca” i „objaśniać rozumy”. Rozumiejąc mechanizmy historii, można nie tylko objaśniać przeszłość, ale też pojąć teraźniejszość i wnioskować o przyszłości. Historyk służy Prawdzie i posiada umiejętność jej dociekania wśród wielu stronniczych relacji, a sama historia w tym ujęciu staje się nauką uniwersalną. Charakterystykę Lelewela dopełnia Mickiewicz przypominając o jego lokalnych korzeniach: wszak świadomość człowieka kształtuje także miejsce, w którym się urodził i tradycja, w której wyrósł. 
Dalszą część wiersza stanowi syntetyczny wykład historii z uwzględnieniem historiozoficznych przekonań Lelewela, który ma ukonkretnić dotychczasową refleksję, pokazywać historię jako rozwój, napędzany siłą spięć między tyranią a pragnieniem wolności. Poeta rysuje panoramę dziejów, rozpoczynając od najdawniejszych kultur Mezopotamii. Następnie opisuje rozkwit życia publicznego, kultury i sztuki Grecji, ekspansje epoki hellenistycznej i stopniowe zniewieścienie Greków, czego skutkiem jest podbicie ich przez Rzym. Jednak nowe imperium pod panowaniem cezarów z czasem  staje się „obumarłem olbrzymem” i samo także ulega najazdom, tym razem germańskim. Kulturze średniowiecza nadaje niepoślednie miejsce w dziejach („oni najpierwsi z niebios Miłość przywołali / serdeczną i za dawnych nie cenioną wieków”). Po epoce tryumfów papiestwa na fali podbojów kolonialnych wyrastają zaborcze monarchie absolutne, których moc nadwyręża dopiero Wielka Rewolucja Francuska i rządy Napoleona. 